# Martínez (ort)
Martínez är en ort i Argentina.   Den ligger i provinsen Buenos Aires, i den centrala delen av landet, 18 km nordväst om huvudstaden Buenos Aires. Martínez ligger 23 meter över havet och antalet invånare är 65 859.
Terrängen runt Martínez är mycket platt. Havet är nära Martínez åt nordost. Runt Martínez är det mycket tätbefolkat, med 10 000 invånare per kvadratkilometer.. Närmaste större samhälle är Buenos Aires, 18,4 km sydost om Martínez. 
Runt Martínez är det i huvudsak tätbebyggt.